# Cuarta guerra de los Diádocos
La cuarta guerra de los Diádocos (308 a. C.-301 a. C.) fue la última guerra entre los diádocos, enfrentándose Antígono y su hijo Demetrio Poliorcetes, contra Casandro, Lisímaco, Ptolomeo y Seleuco.

## Inicio de la guerra
Tras la paz alcanzada en la tercera guerra de los Diádocos, la guerra estalló de nuevo. Ptolomeo había extendido su poder al mar Egeo y a Chipre, mientras que Seleuco estaba consolidando su poder en los vastos territorios del este del imperio de Alejandro. A partir de 318 a. C., Seleuco, emprende un largo conflicto con el príncipe indio Chandragupta Maurya, que acaba con un tratado de paz en 303 a. C. Seleuco abandona las satrapías indias, así como la parte oriental de Aracosia y Gedrosia , pero se apodera de Bactriana y coloca el centro de su poder en Babilonia, creando la capital de Seleucia del Tigris.
Pero es Ptolomeo el que retoma la iniciativa en el mar Egeo, donde domina la confederación de las Cícladas, bajo control de Antígono. Aprovechando un conflicto familiar entre Antígono y su sobrino Polemón, se construye un principado en Eubea, alrededor de Calcis. En ese momento, Demetrio está ocupado en Asia con Seleuco, y Antígono no tiene flota. El sátrapa de Egipto sabe que ya no puede contar con sus antiguos aliados. Casandro está ocupado en oscuros conflictos internos de la península balcánica, y Lisímaco tiene que defender sus fronteras de nuevos ataques. Así que tiene que actuar solo, y en 310 a. C. envía a su general Leónidas a apoderarse de Cilicia. La reacción de Antígono es rápida: recupera Frigia y vence a Leónidas. Pero en 309 a. C., Ptolomeo se apodera de las ciudades costeras de Caria y de Lidia.
Por estas fechas, Ptolomeo parece alcanzar un acuerdo con Antígono para repartirse el mar Egeo. Las islas serían recuperadas por Antígono, y la Grecia continental para Ptolomeo. Esta alianza está claramente dirigida contra Casandro y Poliperconte. A partir de 308 a. C., Ptolomeo atraviesa el Egeo y se apodera de Andros, y luego desembarca en el Peloponeso. Sus embajadores llaman a la libertad de los griegos. Pero los acontecimientos en Cirenaica le preocupan, así que hace un tratado con Casandro y vuelve a Egipto.
La retirada de Ptolomeo de Grecia continental deja el campo libre a Antígono. En efecto, acaba de firmar un tratado con Seleuco, reconociendo su control sobre las satrapías orientales, y aprovechando que este está ocupado en su frontera oriental, vuelve su activismo hacia lo que siempre fue su objetivo: Grecia y Macedonia. Hace construir una nueva flota (la anterior había pasado a poder de Ptolomeo), y en 308 a. C.-307 a. C., Demetrio parte de Éfeso con 250 naves. Entra en Atenas, expulsa a Demetrio de Falero, el gobernador de Casandro que gobernaba desde hacía 10 años, y proclama de nuevo la libertad de las ciudades griegas. Los acontecimientos son muy desfavorables para Casandro, que se ve rechazado más allá de las Termópilas, y pierde también el Épiro.
Esta situación es inaceptable para Ptolomeo, para quien el nuevo poder de Antígono supone una amenaza. Así que también arma una flota para atacar Siria. Demetrio es llamado por su padre, sin haber podido tomar Corinto ni Sición, en manos de Leónidas, el general de Ptolomeo. Parte para Chipre y vence al strategos Menelas en la batalla de Salamina de Chipre en 306 a. C..

## Los diádocos se proclaman reyes
Este éxito anima a Antígono, que tiende siempre a la restauración del imperio de Alejandro, a tomar, junto con su hijo, el título de basileus (en griego: Βασιλεύς, «rey») bajo el nombre de Antígono I, y Demetrio I . Plutarco cuenta que fue por iniciativa de Aristodemo de Mileto por lo que se tomó la decisión. De cualquier modo, es una manera de afirmarse como el sucesor de Alejandro, sobre todo, después de la desaparición de los últimos herederos de la dinastía argéada. El hecho de que, según Apiano , Demetrio sea asociado al trono, ilustra bien esta voluntad de fundar una nueva dinastía.
Evidentemente, los demás diádocos deben reacciomar, y adoptan sucesivamente una actitud idéntica, tomando el título real. Así se convierten en reyes, Ptolomeo I (305 a. C.), Casandro de Macedonia, Lisímaco de Tracia, y Seleuco I. Era una manera de oponerse a las pretensiones imperiales de Antígono, y de asegurar la legitimidad de sus poderes. La consecuencia más directa es el desmembramiento definitivo del imperio, y el nacimiento jurídico de las monarquías helenísticas.

## Sitio de Rodas
En el mismo año, Antígono intentó invadir Egipto, pero las tormentas impidieron el abastecimiento de la flota de Demetrio, y fue obligado a volver a casa. Ahora, con Casandro y Ptolomeo muy debilitados, y Seleuco ocupado en el este, Antígono y Demetrio se ocuparon de Rodas, a la que sometieron a sitio en 305-304 a. C., sin conseguir tomar la ciudad.
Si Rodas adopta una estricta neutralidad en los conflictos de los diádocos, sus intereses económicos se orientan preferentemente a una alianza con Egipto. Además, el desarrollo de la piratería concede a la isla un papel de gendarme de los mares que le vale un gran prestigio. Antígono desea apoderarse de la ciudad por su importancia estratégica. Como ya tiene Chipre, si consigue Rodas, puede controlar el conjunto de comunicaciones del Mediterráneo oriental y el Egeo.
Demetrio es el encargado del asedio de la ciudad. Este sitio es uno de los más famosos de la antigüedad , y donde Demetrio gana su sobrenombre de Poliorcetes («conquistador de ciudades»), a pesar de no haber podido apoderarse de la ciudad. Utiliza numerosas máquinas de asedio, a las cuales, los rodios oponen una gran valentía. Ptolomeo, Casandro y Lisímaco abastecen a la ciudad, que está a punto de ceder en 305 a. C. Por fin, gracias a la intervención de la Liga etolia, se firma un acuerdo. Rodas se convierte en aliada de Antígono, excepto contra Egipto.

## La guerra de cuatro años en Grecia (307 a.C.-304 a.C.)
Si Demetrio pone fin al asedio es porque en Grecia, Casandro ha vuelto a la ofensiva, amenazando Atenas. En 306 a. C. Casandro se enfrenta a los etolios, consiguiendo batirles.
En vista de la situación, Casandro pide la paz, pero Antígono la rechaza, y Demetrio invade Tesalia, donde se enfrenta a Casandro, sin resultados concluyentes. Entonces, Casandro llama en su ayuda a sus aliados, y Anatolia es invadida por Lisímaco, forzando a Demetrio a abandonar Tesalia, y enviar a sus tropas a Asia Menor, para ayudar a su padre.

## La última coalición contra Antígono (302 a.C.)
Los demás diádocos no pueden ver a Casandro despojado de su reino, sin reaccionar. Si Antígono y Demetrio se apoderan de Grecia y Macedonia, tendrán una legitimidad aún mayor. En 304 a. C. comienzan unas negociaciones que acaban en una nueva coalición contra el viejo soberano. Las fuerzas son equivalentes, pues la inmensidad de la riqueza del reino de Antígono le permite movilizar efectivos considerables. Por tanto, es necesario para sus adversarios conseguir la unión de sus fuerzas, si quieren ganarle. El plan consiste en ganar tiempo, con una defensa obstinada en Europa contra Demetrio, que permita sorprender a Antígono con un ataque de Lisímaco en Asia, y temporizar hasta reunir a todas las fuerzas aliadas.
Lisímaco es el primero en ponerse en marcha en la primavera de 302 a. C. Con ayuda de tropas enviadas por Casandro, invade Frigia helespóntica, recibiendo la sumisión de numerosas ciudades de la costa de Licia y Caria. Antígono marcha a su encuentro y llama a Demetrio.
Éste está invadiendo Tesalia en la primavera de 302 a. C., contorneando las Termópilas con su flota. Arregla rápidamente un armisticio con Casandro, y pasa a Asia, desembarcando en Éfeso, que pone bajo su control . Casandro, desde la partida de Demetrio, se ocupa de restablecer su autoridad en Tesalia y Fócida, amenazando a Argos, en el Peloponeso. Derroca a Pirro de Epiro, y le reemplaza por Neóptolemo.
La llegada de Demetrio a Asia pone a Lisímaco en dificultades. Los refuerzos que recibe de Casandro son barridos por Demetrio, así que se retira a Heraclea para pasar el invierno, y esperar la llegada de Seleuco, que inverna en Capadocia. En cuanto a Ptolomeo, comete un error importante, pues habiendo invadido Celesiria, y preparándose para recibir a Seleuco, se bate en retirada, por la falsa noticia de una victoria de Antígono. La llegada de Seleuco con 500 elefantes de guerra, obtenidos de Chandragupta Maurya, trastorna la relación de fuerzas. Antígono se retira a Frigia, pero es vencido y muerto en la batalla de Ipsos, en 301 a. C.
Demetrio huye a Grecia, para tratar de preservar los restos de su gobierno. Lisímaco y Seleuco se reparten los territorios de Antígono, quedándose el primero con el oeste de Asia Menor, y el segundo con el resto, excepto Cilicia y Licia, que son para Plistarco, el hermano de Casandro.